# Heinrich Lützeler
Heinrich Lützeler (* 27. Januar 1902 in Bonn; † 13. Juni 1988 ebenda) war Philosoph, Kunsthistoriker, Literaturwissenschaftler, Leiter mehrerer Institute und Dekan an der Rheinischen Friedrich-Wilhelms-Universität Bonn. Er war beliebt durch regelmäßige Vorträge auch für nichtakademische Hörer und populäre Arbeiten zu den rheinischen Sprachen wie über den rheinischen Humor.

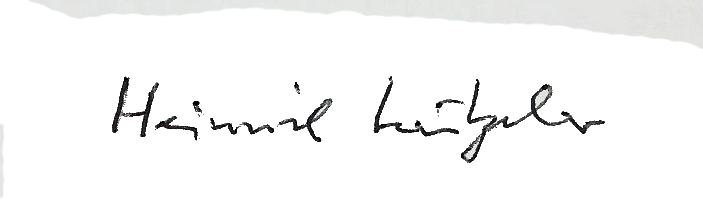
Heinrich Lützeler. Signatur 1977

## Leben und Wirken
Heinrich Lützeler – Sohn eines Bonner Porzellanmalers – wurde als Arbeiterkind im großbürgerlichen Bonn katholisch erzogen. Er studierte ab 1921 Philosophie, Kunstgeschichte und Literaturwissenschaft an der Universität Bonn. 1924 beendete er sein Studium mit einer Dissertation zum Thema Formen der Kunsterkenntnis im Fach Philosophie, obwohl er eigentlich einen Abschluss in Kunstgeschichte angestrebt hatte. In der Folgezeit arbeitete er an seiner Habilitation und bestritt seinen Lebensunterhalt unter anderem mit Vorträgen und Theaterkritiken. 1930 habilitierte er sich mit der Arbeit Grundstile der Kunst und übernahm eine Privatdozentur für Philosophie in Bonn. 
Daneben war Lützeler weiterhin publizistisch tätig. Anlässlich eines Auftrittes des NS-Ideologen Alfred Rosenberg in Bonn setzte sich Lützeler in Presseartikeln mit dessen Thesen auseinander und verurteilte sie mit Entschiedenheit. Diese scharfe Kritik Lützelers an Rosenberg war nach 1933 Anlass für gegen ihn gerichtete Diffarmierungskampagnen durch die Nationalsozialisten und ihnen nahestehende Presseorgane. Dabei wurde auch seine Körperbehinderung – Lützeler litt als Folge einer Wirbelsäulenverkrümmung an starker Kleinwüchsigkeit und war nicht größer als 1,20 Meter – propagandistisch mehrfach gegen ihn verwendet. 1940 wurde er von der nationalsozialistischen Obrigkeit mit einem Lehrverbot belegt. Sein Abschiedsvortrag an der Universität Bonn mit dem Titel Vom Beruf des Hochschullehrers wurde von Studenten und Freunden unter der Hand gedruckt und weit über das Umfeld Bonns und der Universitäten hinaus bekannt. Willi Graf, Mitglied der Widerstandsgruppe Weiße Rose, gehörte in seiner Bonner Zeit zu den treuesten Hörern Lützelers. Wiederholt berichtete er in München von den Bonner Ereignissen um Lützeler, wobei auch Anlass und Inhalt seiner Abschiedsrede thematisiert wurden. 1942 erhielt Lützeler Schreibverbot und Sprechverbot für das gesamte Großdeutsche Reich und stand teilweise unter Beobachtung. Lützelers Schriften erschienen seit 1942 bei Herder in Freiburg im Breisgau in Übersetzungen ins Spanische, Slowakische, Ungarische, Rumänische, Schwedische und waren nur für den Vertrieb im Ausland bestimmt.
Wenige Wochen nach Kriegsende 1945 begann Lützeler, am Wiederaufbau der Universität Bonn mitzuwirken. Er zog in die Bau- und Grundstückskommission ein, der er bis zu seiner Emeritierung angehörte und wurde bald zum ordentlichen Professor der Kunstgeschichte berufen. Er übernahm 1946 die Leitung des Kunsthistorischen Instituts. 1954 wurde er Vorsitzender der Bau- und Grundstückskommission. Im akademischen Jahr 1954/1955 war er zudem Dekan der Philosophischen Fakultät. 1967 gründete er mit eigenem Geld und Spenden die Forschungsstelle für Orientalische Kunstgeschichte, die er bis 1985 leitete. 1967/1968 war er wiederum Dekan der Philosophischen Fakultät. Auch nach seiner Emeritierung 1970 blieb Lützeler in Forschung und Lehre präsent. 1974 wurde seine Forschungsstelle in ein selbständiges Seminarinstitut umgewandelt, dessen Leitung er bis 1985 behielt.
Einem breiteren Publikum wurde Lützeler durch seine Vorträge zur Philosophie des Kölner Humors bekannt, die als Buch und auch auf Schallplatte veröffentlicht wurden. 2006 erschien der Band in neuer Auflage.
Heinrich Lützelers Grab befindet sich auf dem Bonner Südfriedhof. 1990 wurde in Poppelsdorf eine Straße nach ihm benannt.

## Kommunalpolitisches Engagement
Lützeler war ein aufmerksamer Beobachter der kommunalpolitischen Szene in Bonn und intervenierte immer wieder bei Auseinandersetzungen, in denen es um die städtebauliche Entwicklung ging. Er gehörte zu den vehementesten Kritikern der Gestaltung des Bahnhofsbereiches. Am 11. Januar 1977 veröffentlichte der General-Anzeiger einen Diskussionsbeitrag von ihm. Darin setzt er sich mit den Vorstellungen des für die Planung verantwortlichen Architekten Friedrich Spengelin auseinander.

## Position
Heinrich Lützeler hatte sich seit Mitte der Zwanziger Jahre des 20. Jahrhunderts mit dem Phänomen einer christlichen Kunst befasst und hierüber in der katholischen Monatszeitschrift Hochland publiziert. Zeitgenössische Untersuchungen bezeichnen Lützeler als einen maßgeblichen Repräsentanten der Bewegung Renouveau catholique in Deutschland.

## Ehrungen
- 1972: Benediktpreis von Mönchengladbach
- 1977: Großes Verdienstkreuz mit Stern der Bundesrepublik Deutschland
- 1987: Verdienstorden des Landes Nordrhein-Westfalen[5]
- 1998: Aufnahme in die Liste der „Opfer nationalsozialistischen Unrechts an der Universität Bonn“[6]

## Veröffentlichungen
- Einführung in die Philosophie der Kunst. In: Die Philosophie – Ihre Geschichte und ihre Systematik. Hrsg. Theodor Steinbüchel, Abt. 14, Bonn 1934.
- Führer zur Kunst. Herder, Freiburg im Breisgau 1938.
- Vom Sinn der Bauformen. Der Weg der abendländischen Architektur. Herder, Freiburg im Breisgau 1938 (3. Aufl. 1953).
- Unser Heim. (mit Marga Lützeler), Verlag der Buchgemeinde, Bonn 1939
- Vom Beruf des Hochschullehrers. Zum Abschluß der Vorlesung über „Die großen Denker der Griechen“. Als Manuskript gedruckt. Anton Brand [Drucker], Bonn [1940].
- Der Philosoph Max Scheler. Bouvier Verlag, Bonn 1947
- Philosophie des Kölner Humors. Peters, Hanau/Main 1954.
- Weltgeschichte der Kunst. Bertelsmann, Gütersloh 1959.
- Kölner Humor auf der Straße. In: Sonderheft Köln  (= Atlantis. Bd. 27, H. 5, Mai 1955, S. I–XVI und S. 189–242). S. 238–242.
- Abstrakte Malerei. Sigbert Mohn Verlag, Gütersloh 1961
- 150 Jahre Rheinische Friedrich-Wilhelms-Universität zu Bonn 1818–1968. Die Bonner Universität. Bauten und Bildwerke.  H. Bouvier Verlag / Ludwig Röhrscheid Verlag, Bonn 1968.
- Kunsterfahrung und Kunstwissenschaft. Systematische und entwicklungsgeschichtliche Darstellung und Dokumentation des Umgangs mit der bildenden Kunst. 3 Bände (= Orbis academicus. I/15, 1–3). Alber, Freiburg / München 1975, ISBN 3-495-47309-2.
- Einführung zu: Kölsches Milieu. Aquarelle und Zeichnungen: Mita Savelsberg. Texte zu den Bildern: Ernst Savelsberg. Rheinau / Köln, o. J. (ca. 1984).
- Deutsche Kunst -Einsichten in die Welt und in den Menschen. Bouvier Verlag Bonn, 1987, ISBN 3-416-01813-3